# Louis Jacques Mandé Daguerre
Louis Jacques Mandé Daguerre (Cormeilles-en-Parisis, Val-d'Oise, 18 de novembro de 1787 – Bry-sur-Marne, 10 de julho de 1851) foi um pintor, cenógrafo, físico e inventor francês, tendo sido o autor, em 1835, da primeira patente para um processo fotográfico, o daguerreótipo.

## Carreira
Na sequência da sua parceria com Joseph Nicéphore Niépce (selada em contrato assinado a 14 de dezembro de 1829), Daguerre herdou a invenção e os conhecimentos adquiridos por Niépce o que lhe permitiu adicionar uma nova variação da câmara obscura. Cada um trabalhou de forma independente mas por diferentes vias, Niépce procurava teimosamente resolver o seu processo com betume da Judeia ao passo que Daguerre procurava modificar o processo e os materiais usados a fim de reduzir o tempo de exposição que ainda se mantinha em cerca de uma hora.  A imagem formada na chapa, depois de revelada, continuava sensível à luz do dia e padecia de curta durabilidade. Daguerre solucionou este último problema ao descobrir que, mergulhando as chapas reveladas numa solução aquecida de sal de cozinha, este tinha um poder fixador, obtendo assim uma imagem inalterável. O Artista Lemaître escreveu a Niépce sobre Daguerre: "Acredito que ele possui uma inteligência rara em tudo o que envolva máquinas e o efeito da luz".
A parceria de Daguerre com Niépce levou ao uso de placas revestidas a prata (cujo primeiro uso tem de ser creditado a Niépce) quando, na sequência de numerosas experiências, um novo químico foi introduzido e que se provou decisivo para o método de Daguerre — iodo.
A fotografia não foi inventada apenas por uma pessoa. Ao invés disso, foi o resultado de favoráveis condições econômicas, políticas e sociais bem como critérios científicos, observações afortunadas e intuição de algumas mentes inteligentes. Durante um período de dois anos (1839–1840) a fotografia deu passos decisivos através do trabalho de estudiosos como Fox Talbot (inventor do calótipo) ou Hércules Florence (cidadão francês exilado no Brasil) cujos estudos e descobertas tiveram lugar na mesma altura que os estudos de Daguerre e Niépce.
Daguerre tinha problemas financeiros e não conseguiu obter o apoio de industriais por querer manter secreta a parte fundamental do seu processo. Após um incêndio no seu diorama a 8 de março de 1839, ficou acordado uma pensão anual de 4 mil francos para Daguerre e Isidore Niépce (herdeiro de Joseph Nicéphore Niépce) acrescidos de mais 2 mil francos para Daguerre pelos "segredos do diorama".
Daguerre ficou implicitamente reconhecido como o pai do daguerreótipo apesar de conflitos posteriores com Isidore Niépce que representava os interesses do pai. Em 19 de agosto de 1839, no Instituto de França, foi anunciado ao mundo um novo processo, o daguerreótipo, tendo sido posteriormente vendido ao governo francês.

## Retratos e obras de Louis Daguerre

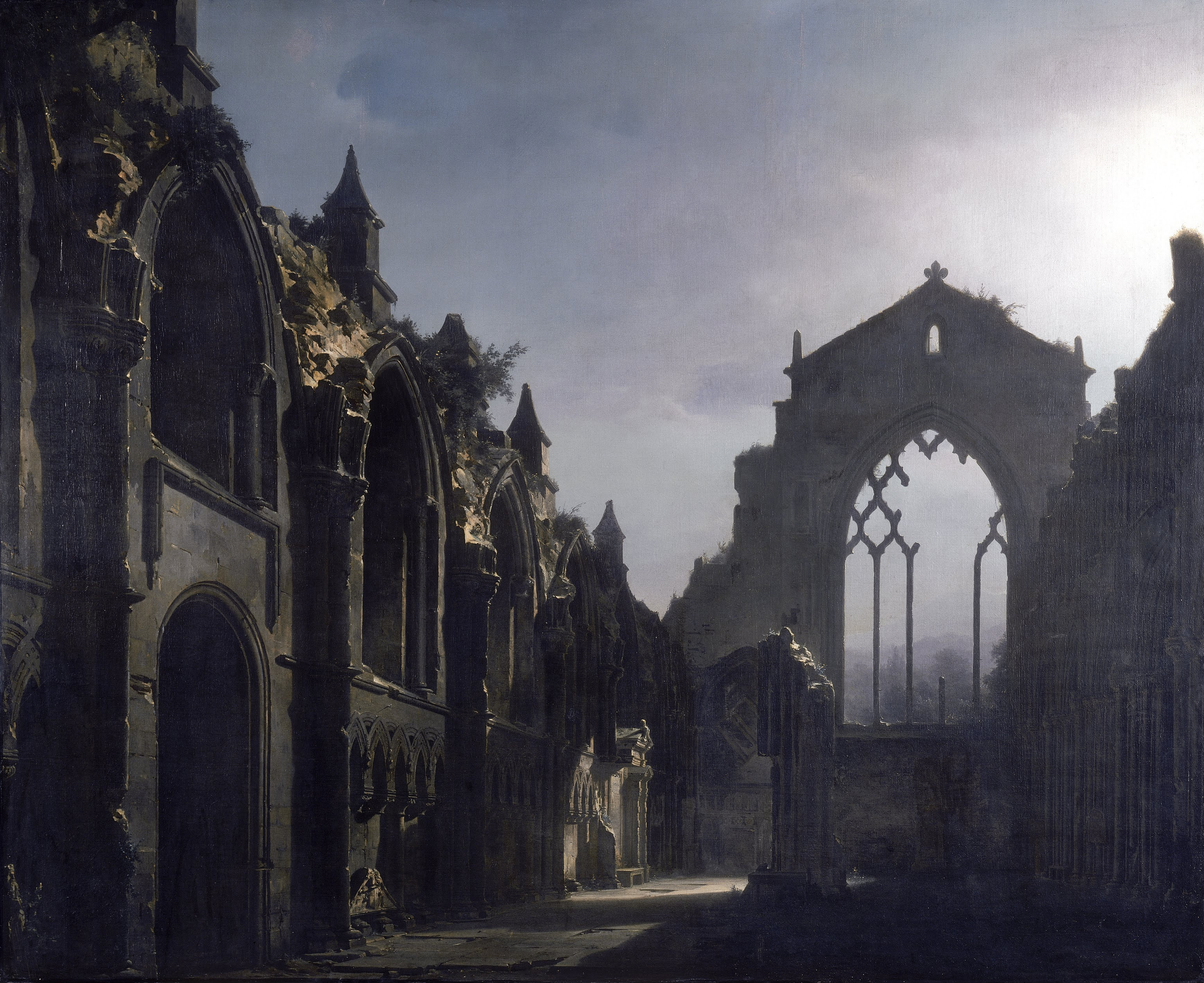
As Ruínas da Capela de Holyrood, pintura de Daguerre (1824)
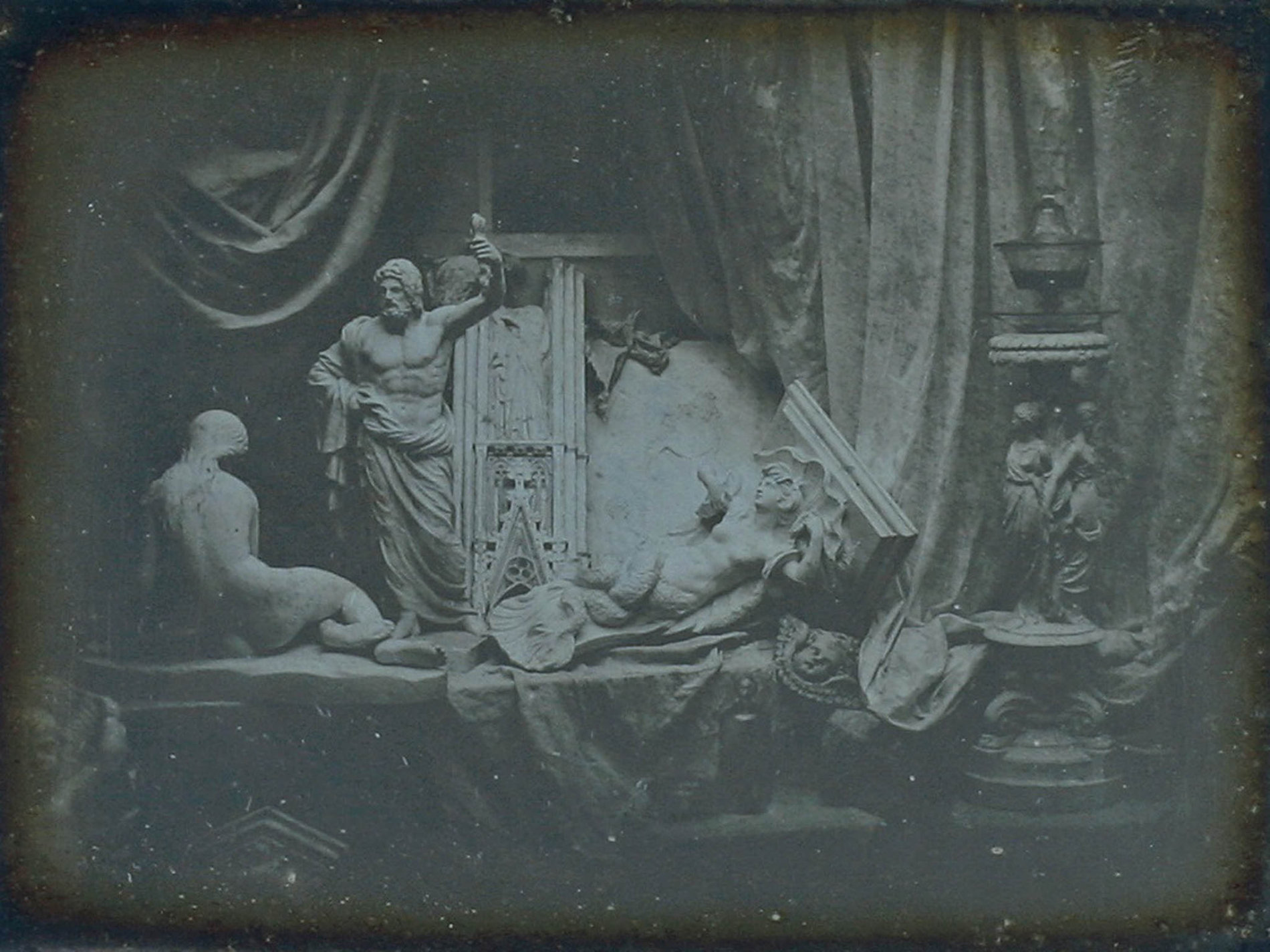
Natureza morta com Júpiter Tonans (1839)
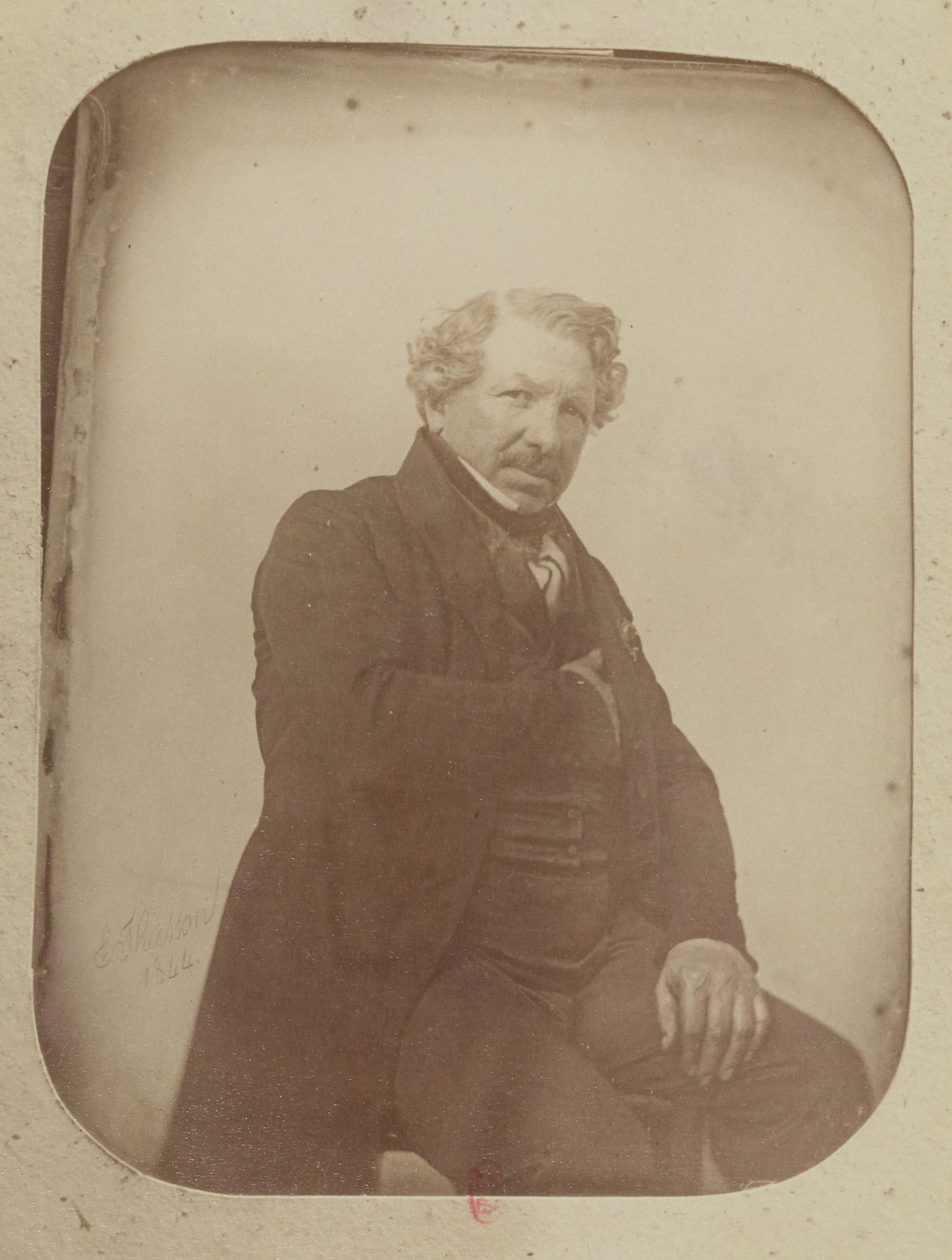
Retrato de E. Thiésson (1844)
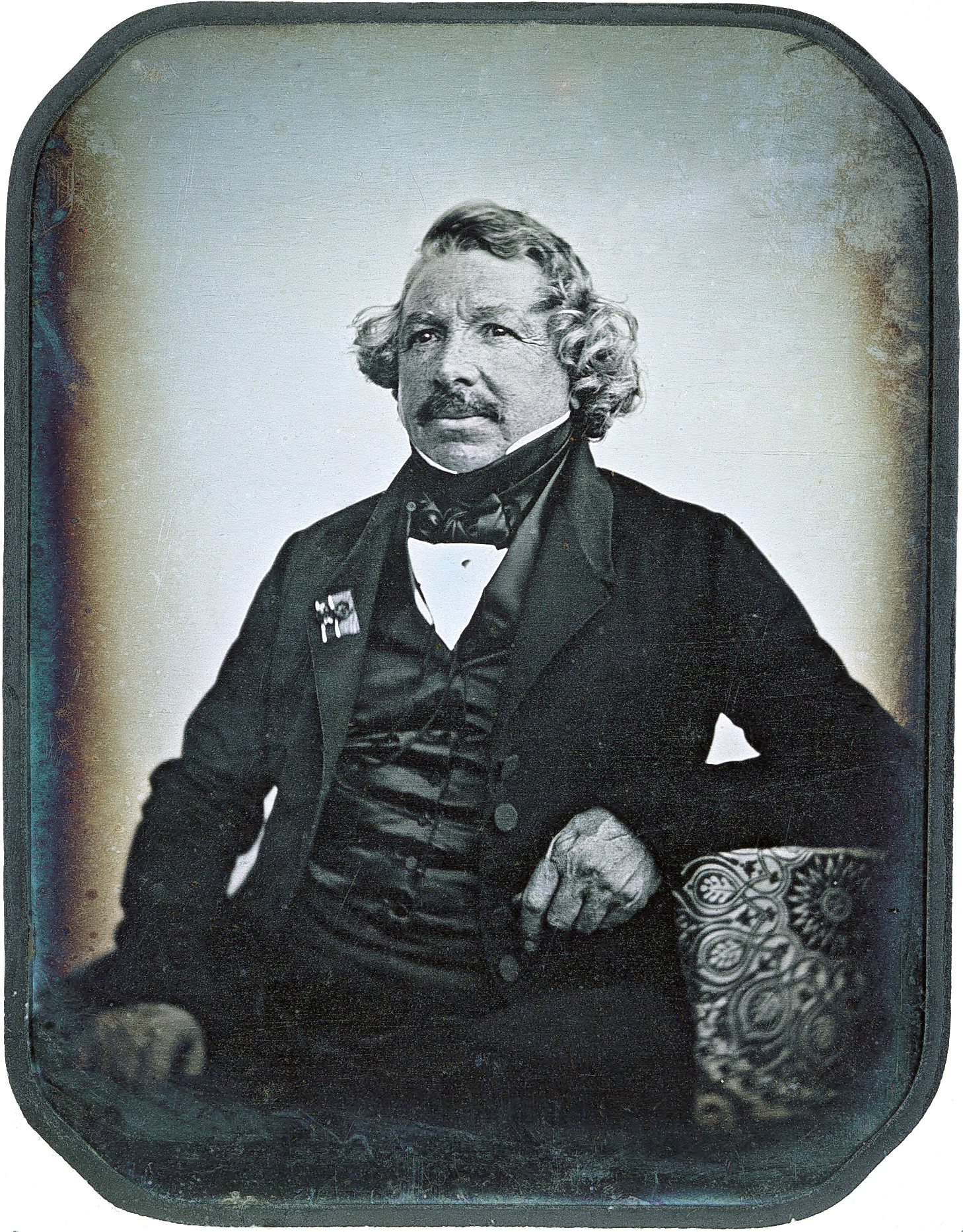
Retrato de Jean-Baptiste Sabatier-Blot (1844)
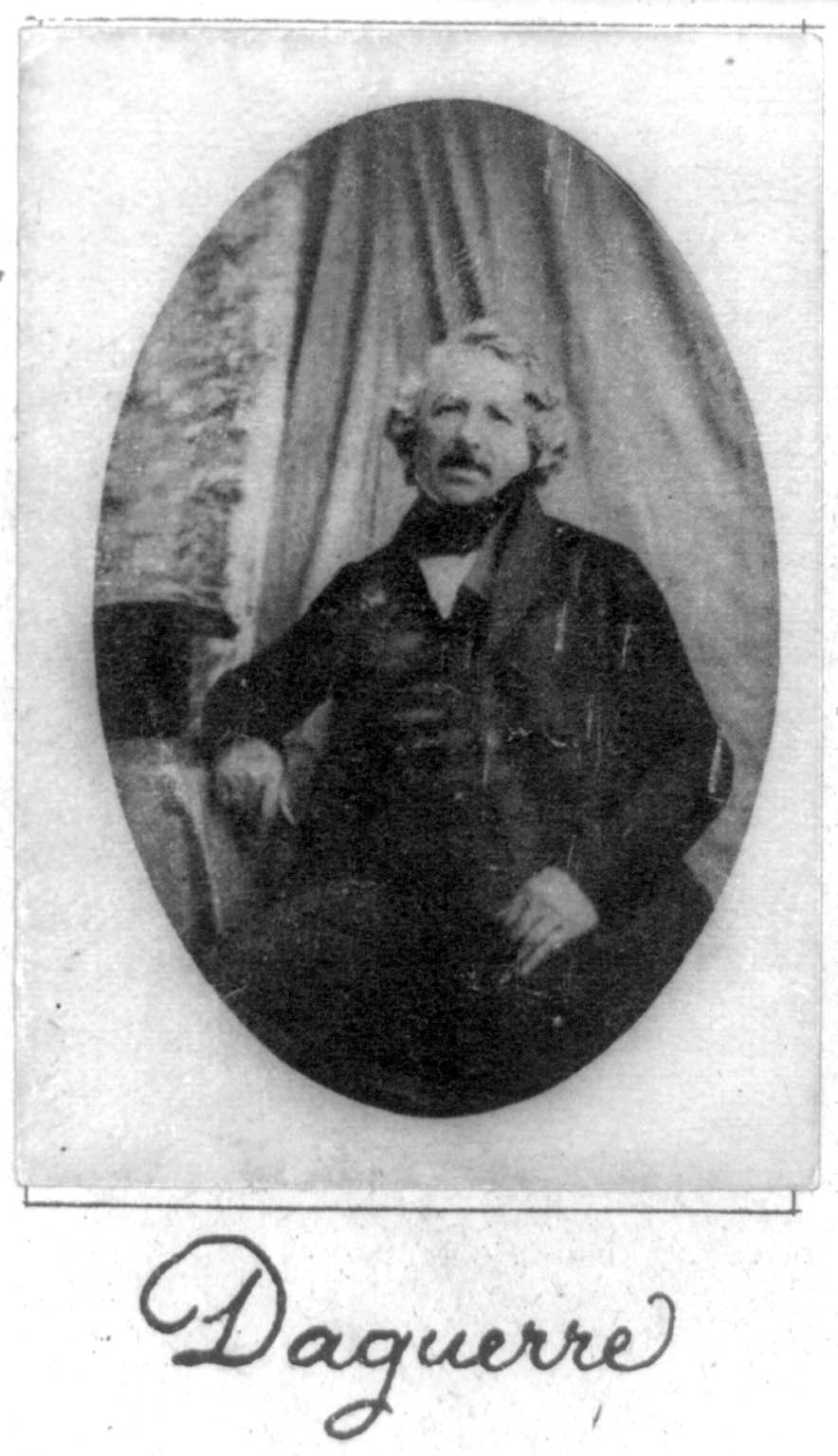
Retrato por fotógrafo desconhecido (c. 1844)
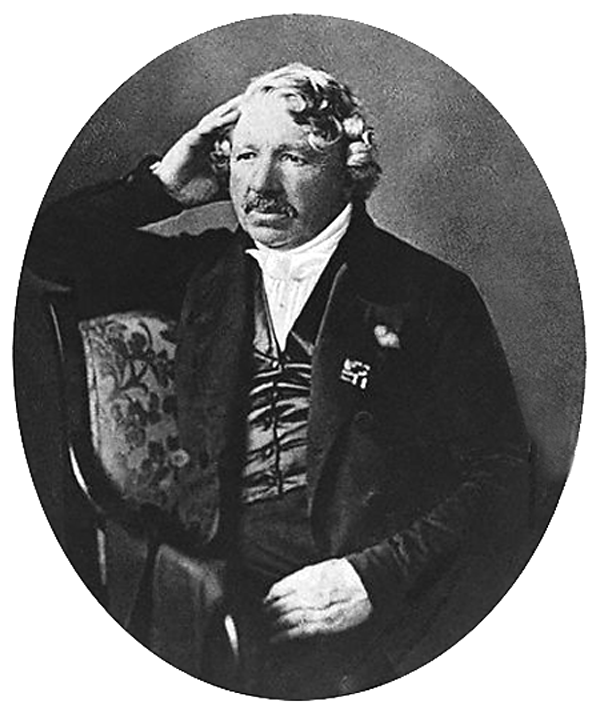
Retrato de Charles Meade (1848)